# Plauener Vogelschießen
Das Plauener Vogelschießen ist das größte Volksfest im Vogtland.
Die Tradition der Volksfeste in Plauen geht fünf Jahrhunderte zurück. Die Gilde der Scheiben- und Büchsenschützen gründete sich in Plauen in der Mitte des 16. Jahrhunderts, ihre Mitglieder trafen sich zum Übungsschießen. Zu öffentlichen Wettkämpfen kam viel Publikum zusammen. Musikanten spielten, man schenkte Bier aus, würfelte und Karussells drehten sich; die ersten Volksfeste entstanden.

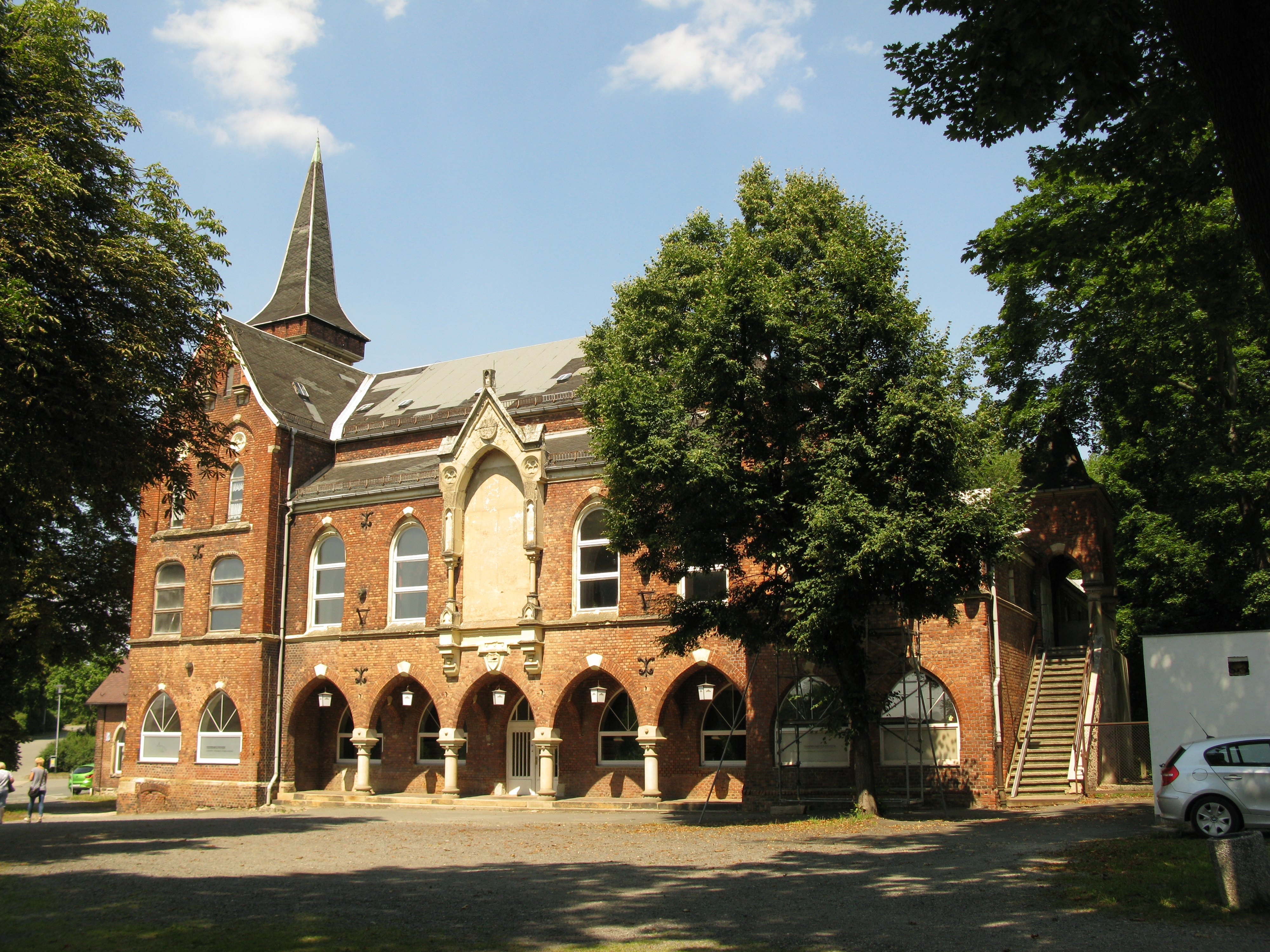
Der „Treffer“ in Plauen

Zum Pfingstfest 1884 feierten die Plauener am heutigen Standort die Eröffnung des neuen Schützenhauses, des „Treffers“, mit einem großen Schützenumzug.
Nach der Wende fanden die Schützen wieder in einem neu gegründeten Verein zusammen und feierten seit 1996 in der Pfingstwoche wieder jährlich das „Vogelschießen“.
Das Fest beginnt am Pfingstsamstag mit einem Aufzug der Schützen, dem Ermitteln des „Plauener Adlerkönigs“ beim Armbrustschießen auf den Holzadler, und wird umrahmt von einem neuntägigen Volksfest.